# چاه ترکمانی
چاه ترکمانی یک منطقهٔ مسکونی در ایران است که در دهستان کلاته‌های شرقی واقع شده‌است.